# Victorin Strigel
Viktorin Strigel (1524-1569) (* Kaufbeuren, 16 de dezembro de 1524 † Heidelberg, 26 de junho de 1569) foi teólogo luterano alemão. Foi aluno de Philipp Melanchthon (1497-1560) em Wittenberg onde também deu aulas. Foi também professor de ética na Universidade de Heidelberg e polemista contumaz.

## Obra principal
- Loci theologici, Neustadt a. d. H. 1581-84
- Epistolae . . . de negocio Eucharistico scriptae ad amicos (1584) Neustadt/Haardt
- Epitome doctrinae de primo motu (1564) Leipzig